# Play (компанія)
Play — мережа стільникового зв'язку польської телекомунікаційної компанії P4 з штаб-квартирою у Варшаві, заснована в 2007 році.
На 2019 рік компанія обслуговувала 15 млн 35 тис. активних абонентів, що визначило її як найбільшу мережу стільникового зв'язку в Польщі.
Оператор мобільного зв'язку Play був виставлений на IPO, основними власниками його акцій є ісландський фонд Novator і грецький Tollerton.